# Crave
《Crave》是美國歌手瑪丹娜與斯韦·李的一首歌曲。該歌曲於2019年5月10日發行，作為瑪丹娜第14張錄音室專輯《Madame X》的第二支單曲。該歌曲由瑪丹娜、斯韦·李、Starrah創作，由瑪丹娜、Billboard、Mike Dean製作。

## 背景
瑪丹娜在2019年公告牌音樂獎後台的一個採訪中提到該歌曲是她為專輯創作的最早的歌曲之一，該歌曲是關於「慾望和渴望」，同時她想和一名男歌手一起演唱這首歌。關於與斯韦·李的合作，瑪丹娜表示：「他真的很有才華⋯⋯我認為他是一個偉大的創作人、一個偉大的歌手，他非常迷人。迷人是很重要的。」

## 創作
《Crave》是一首使用原聲吉他、拍手節拍和瑪丹娜的悲傷唱腔的中板流行和陷阱謠曲。在一次與馬力歐·洛佩茲的電台採訪中她描述該歌曲是類似「焦慮驅使」和「追趕正在逃跑的某人」。

## 評價
《滾石》雜誌稱這首歌是「關於渴望另一個人的性感流行歌曲」。《新音樂快遞》的El Hunt拿這首歌與里斯本的傳統法朵音樂比較，稱這首歌是一個「輕快、低調的時刻，依稀讓人想起她1989年那張令人心碎的專輯《Like a Prayer》，但實際聽起來卻一點也不像。」 Idolator網站的Mike Wass認為這首歌是「《X夫人》的第三支也是顯然最商業化的歌曲......性感、中板的節奏，讓人想起《Hard Candy》時期，但是這首歌的調調更柔和和更浪漫」，最後總結這首歌「如果電台不忽視瑪丹娜的整個存在，這首歌在流行樂和節奏格式上聽起來應該是完美的。」

## 音樂錄影帶
歌曲《Crave》的MV由Nuno Xico執導並於2019年5月22日發行。這支MV一開始是瑪丹娜以一段縈繞於心的話敘說她在等待一個沒有回報的情人，並且她說這種感覺是「很危險的」。這支MV在紐約市的一座大樓拍攝。在整個MV中，瑪丹娜通過信鴿向斯韦·李發出愛的訊息，最後兩人在屋頂上放飛了更多的鴿子，最後兩人的手觸碰，電流湧上彼此的手，讓人想起米開朗基羅的《創造亞當》。

## 榜單成績
該歌曲達到了她在告示牌當代流行電台上的最高首週成績，在6月8日的榜單上排名第19名。這是她這十年來第二次出現在該榜單上，第一次是2015年她的第13張錄音室專輯《Rebel Heart》中的《Ghosttown》。

## 曲目
| 串流媒體 | 串流媒體           | 串流媒體 |
| 曲序     | 曲目               | 时长     |
| -------- | ------------------ | -------- |
| 1.       | Crave（與斯韦·李） | 3:21     |

## 榜單
| 排行榜（2019年）                       | 最高排名 |
| -------------------------------------- | -------- |
| France Downloads (SNEP)                | 23       |
| 匈牙利（四十強單曲榜）                 | 38       |
| 蘇格蘭（官方榜单公司單曲榜）           | 64       |
| Sweden Heatseeker (Sverigetopplistan)  | 19       |
| UK Downloads (Official Charts Company) | 49       |
| 美國（《告示牌》成人當代單曲榜）       | 19       |

## 發行歷史
| 地區 | 日期          | 格式              | 唱片公司   |
| ---- | ------------- | ----------------- | ---------- |
| 全球 | 2019年5月10日 | 數位下載 串流媒體 | 新視鏡唱片 |
| 美國 | May 20, 2019  | 當代流行電台      | 新視鏡唱片 |